# Laas, Gers
 Laas  là một xã thuộc tỉnh Gers trong vùng Occitanie tây nam nước Pháp. Xã này có độ cao trung bình 205 mét trên mực nước biển.